# Остроградский, Василий Александрович
Васи́лий Алекса́ндрович Острогра́дский (1865 — 1931) — русский общественный деятель и политик, член III Государственной думы от Полтавской губернии.

## Биография
Православный. Из старинного дворянского рода Полтавской губернии. Землевладелец Кременчугского уезда (4000 десятин). Сын Кременчугского уездного предводителя дворянства Александра А. Остроградского.
По окончании Александровского лицея в 1886 году служил в Государственной канцелярии, затем был помощником статс-секретаря Государственного Совета.
Занимался общественной деятельностью. Избирался гласным Кременчугского уездного и Полтавского губернского земсских собраний, а также Санкт-Петербургской городской думы, почетным мировым судьей Кременчугского уезда. Состоял членом Литейного участкового комитета Союза 17 октября. Дослужился до чина статского советника.
В 1907 году был избран членом Государственной думы от Полтавской губернии. Входил во фракцию октябристов. Состоял докладчиком и товарищем председателя бюджетной комиссии, а также членом комиссий: земельной, для разбора корреспонденции, по местному самоуправлению, о путях сообщения.
После Октябрьской революции эмигрировал во Францию. Жил в Париже, состоял членом Объединения бывших воспитанников Императорского Александровского лицея.
Умер в 1931 году в Париже. Похоронен на кладбище Сент-Женевьев-де-Буа.

## Семья
Был женат на Анне Николаевне Салько.